# G. Szabó Ferenc
G. Szabó Ferenc (Sepsiszentgyörgy, 1968. december 29. –) erdélyi magyar költő, író, közíró.

## Életpályája
Első versei az Ifjúmunkás hetilapban jelentek meg, majd A vers, Várad, Erdélyi Toll, Aranypor, Kis LANT, Előretolt Helyőrség irodalmi lapokban. Közölt továbbá az e-irodalom, az Új Nautilus és a Káfé Főnix portálokon is. Novellái a Romániai Magyar Szó napilap Szabad Szombat és Színkép című irodalmi mellékleteiben jelentek meg 1994-től, később pedig a Székely Hírmondó napilap Hintaszék című irodalmi mellékletében. Publicisztikai írásai a Romániai Magyar Szóban, majd a Háromszéki Figyelő hetilapban, a Háromszék és a Székely Hírmondó napilapokban jelentek meg. Gidófalván él.

## Munkássága
- Önálló kötetei
  - Létdac (Versek), Garabontzia Kiadó, Marosvásárhely, 2014
  - Félre az útból! (Zsebtörténetek), Garabontzia Kiadó, Marosvásárhely, 2016
  - Higanyidőben (Versek), F&F International Kiadó, Gyergyószentmiklós, 2017
  - A székely nevettető (Gidófalvi Jancsó Pál kismonográfia), F&F International Kiadó, Gyergyószentmiklós, 2018
  - A gidófalvi Kolcza-tanya (Családtörténet), Tipographic Nyomda, Csíkszereda, Gidófalva – 2021
  - Szülőfalum. Gidófalvi élettörténetek, Garabontzia Kiadó, Marosvásárhely, 2021
  - Zord idők- Az I. és II. világháború gidófalvi, étfalvazoltáni, fotosmartonosi áldozatai, Print Brokers Team Kft nyomda, Győr, 2023
- Antológiák
  - Előszoba, Pro Print Kiadó, Csíkszereda, 1995[1]
- Visszaemlékezés
  - Az utolsó harcos (Kövér Álmos visszaemlékezése békéről, háborúról), Székelyföld Kulturális Folyóirat, 2020
- Online folyóiratokban közzétett művei
  - Versek: Végzet, Holnap, Vörös nyelv, Őket, Ébredés, Arcrés (In: Helyőrség weblap – 2020. augusztus 30.)
  - Versek: A szó, Én mindig visszatértem, Illúzió, Kínlódás szépen, Látszat, Megkereslek majd, Ne vádolj, Rejtély (In: kislant.hu – Irodalmi online folyóirat)
  - Próza: Rejtett monológ (In: Székely hirmondo.ro – 2016. december 19.)
  - Próza: Meddő dac. (In: Kafé főnix, irodalmi és fotóművészeti lap. Megjelenés nyomtatásban: Romániai Magyar Szó Színkép melléklete, 2005. június 11-12.)
  - Próza: Fotosmartonosi névsirató. (In: Háromszék, Nyílttér rovat, 2021. szeptember 13.)
  - Gidófalvi élettörténetek sorozat a Háromszék online folyóiratban
    - Próza: Berde Károly emlékezete,  In: Háromszék, 2021. június 4.
    - Próza: Vitéz Józsa Ernő életútja, In: Háromszék, 2021. július 26.
    - Próza: A székely nevettető (Gidófalvi Jancsó Pál (1761–1845) In: Háromszék, 2021. augusztus 6.
    - Próza: A gidófalvi Csiszér nemzetség, In: Háromszék, 2021. augusztus 13.
    - Próza: Az ellenálló család (Pap Mihály és családja) In: Háromszék, 2021. augusztus 23.
    - Próza: Nagy Ferenc, a szabadságharcos, In: Háromszék, 2021. szeptember 15.